# Placusa depressa
Placusa depressa är en skalbaggsart som beskrevs av Mäklin 1845. Placusa depressa ingår i släktet Placusa, och familjen kortvingar. Arten är reproducerande i Sverige.